# I Wanna Be Santa Claus
I Wanna Be Santa Claus es un álbum navideño del músico británico Ringo Starr, publicado por la compañía discográfica Mercury Records en octubre de 1999. 

## Grabación
Starr compuso «Dear Santa» y «Christmas Eve» con Mark Hudson en julio de 1998 en la residencia del músico en Surrey. Ambas canciones fueron grabadas pocos meses después, entre el 14 y el 16 de septiembre, en el Reino Unido. Las sesiones de grabación se reanudaron el 8 de marzo de 1999 en los Whatinthewhatthe? Studios de Los Ángeles (California), donde Starr, Hudson, Jim Cox y Steve Dudas grabaron «Rudolph the Red-Nosed Reindeer», «The Little Drummer Boy», «Christmas Time (Is Here Again)» y «Dear Santa». El resto de canciones de I Wanna Be Santa Claus, integrado por canciones tradicionales y nuevas composiciones, fueron grabadas a lo largo de 1999 en diversos estudios de los Estados Unidos y del Reino Unido, con la presencia de dos músicos invitados, Joe Perry y Timothy B. Schmit. Jeff Lynne también contribuyó cantando los coros en las canciones «Come on Christmas, Christmas Come On», «I Wanna Be Santa Claus» y «Christmas Time (Is Here Again)», grabada originalmente por The Beatles en 1967 para un álbum navideño destinado al club oficial de seguidores del grupo y recopilada en 1970 en el álbum From Then to You. Las últimas sesiones de grabación fueron organizadas en los Whatinthewhatthe? Studios los días 8 y 9 de septiembre, mientras que las mezclas fueron realizadas en los A&M Studios de Los Ángeles y los Sterling Studios de Nueva York.

## Recepción
I Wanna Be Santa Claus fue publicado en octubre para coincidir con el mercado navideño, y aunque recibió críticas positivas de la prensa musical, no entró en ninguna lista de los discos más vendidos. El álbum dejó de distribuirse en superficies comerciales hasta su reedición en 2003 con el título 20th Century Masters: The Best of Ringo Starr/The Christmas Collection y el mismo listado de canciones. 
Tras tres discos de escaso éxito comercial, y a pesar de coincidir con una nueva etapa creativa en la carrera musical de Ringo tras el proyecto The Beatles Anthology, Starr abandonó Mercury Records alegando la escasa promoción que la compañía había realizado.

## Lista de canciones
| N.º | Título                                 | Escritor(es)                                                  | Duración |  |
| 1.  | «Come On Christmas, Christmas Come On» | Richard Starkey, Mark Hudson, Dean Grakal                     | 3:36     |  |
| 2.  | «Winter Wonderland»                    | Felix Bernard, Dick Smith                                     | 2:55     |  |
| 3.  | «I Wanna Be Santa Claus»               | Richard Starkey, Mark Hudson, Dick Monda                      | 3:46     |  |
| 4.  | «The Little Drummer Boy»               | Harry Simeone, Henry Onorati, Katherine Davis                 | 3:19     |  |
| 5.  | «Rudolph The Red-Nosed Reindeer»       | Johnny Marks                                                  | 2:21     |  |
| 6.  | «Christmas Eve»                        | Richard Starkey, Mark Hudson                                  | 4:26     |  |
| 7.  | «The Christmas Dance»                  | Richard Starkey, Mark Hudson, Jim Cox, Steve Dudas            | 4:06     |  |
| 8.  | «Christmas Time (Is Here Again)»       | George Harrison, John Lennon, Paul McCartney, Richard Starkey | 4:06     |  |
| 9.  | «Blue Christmas»                       | Bill Hayes, Jay Johnson                                       | 3:00     |  |
| 10. | «Dear Santa»                           | Richard Starkey, Mark Hudson, Steve Dudas                     | 5:12     |  |
| 11. | «White Christmas»                      | Irving Berlin                                                 | 2:56     |  |
| 12. | «Pax Um Biscum (Peace Be With You)»    | Richard Starkey, Mark Hudson, Scott Gordon                    | 4:46     |  |